# سانسور دینی
سانسور دینی شکلی از سانسور است که با استفاده از حاکمیت دینی یا بر پایه آموزه‌های دینی، آزادی بیان را کنترل یا محدود می‌کند. این شکل از سانسور دارای سابقه طولانی است و در بسیاری از جوامع توسط ادیان مختلف انجام می‌شده‌است. نمونه‌هایی از آن، حکم کومپین، Index Librorum Prohibitorum (فهرست کتاب‌های ممنوعه)، و محکومیت سلمان رشدی نویسنده رمان آیات شیطانی توسط رهبر ایران آیت الله خمینی است.

## بررسی اجمالی

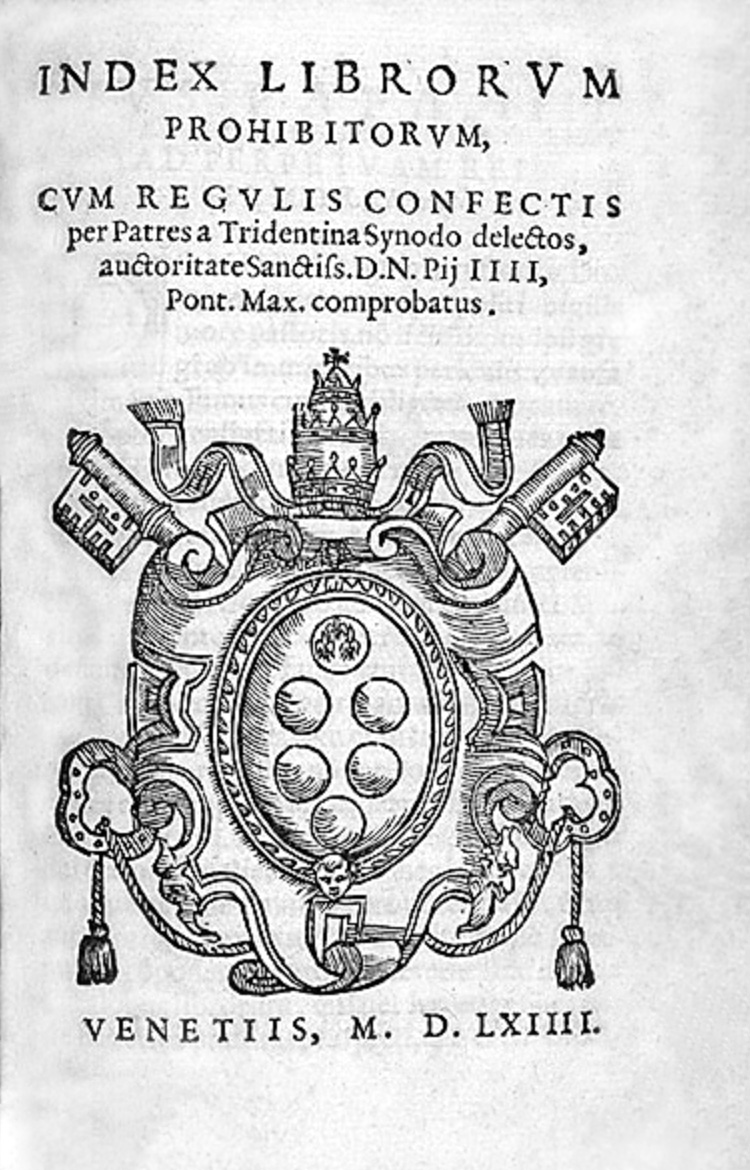
«فهرست کتاب‌های ممنوعه» فهرستی از نشریاتی است که کلیسای کاتولیک آنها را به دلیل خطر برای خود و اعضایش سانسور کرد.

سانسور دینی به شکل سرکوب نظرات مخالف نظر دین سازمان‌یافته تعریف شده‌است. این نوع سانسور معمولاً بر اساس کفرگویی، هرتقه و توهین به مقدسات انجام شده‌است - کارهای سانسورشده زشت و ناپسند تلقی شده، یک دگم را به چالش کشیده یا برخی تابوهای مذهبی را نقض می‌کنند. دفاع در برابر این اتهام‌ها دشوار است، زیرا در بسیاری ادیان فقط حاکمیت دینی (روحانیت) اجازه تفسیر آموزه‌های دینی را دارند. برای مثال، کلیسای کاتولیک، صدها کتاب را در فهرست کتاب‌های ممنوعه قرار داد، که بیشتر آنها توسط دفتر مقدسات کلیسا خطرناک تشخیص داده می‌شد، تا اینکه در ۱۹۶۵ این فهرست ملغی شد.